# Javna nabava
Javna nabava je termin kojim se označava nabavu roba i usluga od strane državnih tijela, jedinica lokalne uprave i javnih ustanova. Procjenjuje se da narudžbe iz zone javne nabave predstavljaju 10 do 20 posto bruto domaćeg proizvoda nacionalnih gospodarstava u suvremenom svijetu.
Kako bi se umanjile mogućnosti neracionalnosti i korupcije, većina zemalja svijeta ima posebnu pravnu regulativu koja uređuje postupke javne nabave. U Europskoj uniji je dodatni posebni naglasak stavljen i na sprječavanje lokalnog protekcionizma.
Prema važećem hrvatskom Zakonu o javnoj nabavi iz 2011. god., načela postupka javne nabave koja moraju poštovati naručitelji su:
- načelo slobode kretanja robe,
- načelo slobode poslovnog nastana,
- načelo slobode pružanja usluga, koje obuhvaća

- načelo tržišnog natjecanja,
- načelo jednakog tretmana,
- načelo zabrane diskriminacije,
- načelo razmjernosti i
- načelo transparentnosti

Prema današnjem stanju, javni naručitelji nisu dužni provoditi postupak javne nabave za radove u graditeljstvu ili povezane s graditeljstvom vrijednosti manje od 500.000 kuna, a u pogledu nabave drugih usluga i nabave roba vrijednosti, manje od 200.000 kuna (čl. 18. st. 3. u svezi čl. 2. toč. 24. ZJN).
Sukladno europskim standardima, u Hrvatskoj postoji Državna komisija za kontrolu postupaka javne nabave (dalje u tekstu: Državna komisija), koja u upravnom postupku rješava o žalbama u vezi s postupcima sklapanja ugovora o javnoj nabavi, okvirnih sporazuma i natječaja na koje se primjenjuje Zakon o javnoj nabavi. Protiv rješenja Državne komisije može se pokrenuti Upravni spor (čl. 173. ZJN), a u povodom zahtjeva za naknadu štete pretrpljenu zbog nezakonitosti u postupku javne nabave i za naknadu štete, nezadovoljna strana se može obratiti sudom nadležnom za rješavanje o naknadama štete (čl. 175. ZJN).

## Vanjske poveznice
- službene stranice Državne komisije za kontrolu postupaka javne nabave, pristupljeno 4. prosinca 2014.
- Zakon o javnoj nabavi, "Narodne novine" br. 90/11, 83/13, 143/13, 13/14, urednički pročišćeni tekst, pristupljeno 4. prosinca 2014.
- podzakonski propisi u postupku javne nabave, mrežne stranice Državne komisije za kontrolu postupka javne nabave, pristupljeno 4. prosinca 2014.
- važeće direktive EU u postupku javne nabave (na hrvatskom jeziku), mrežne stranice Državne komisije za kontrolu postupka javne nabave, pristupljeno 4. prosinca 2014.
- izbor važnijih presuda Europskog suda u području javne nabave, mrežne stranice Državne komisije za kontrolu postupka javne nabave, pristupljeno 4. prosinca 2014.
- Europska komisija: Javna nabava, sadržaji o javnoj nabavi na mrežnim stranicama Europske komisije, pristupljeno 4. prosinca 2014.